# Jérôme Eugène Coggia
Jérôme Eugène Coggia, född 18 februari 1849 Ajaccio på Korsika, död 15 januari 1919, var en fransk astronom.
Coggia var assistent vid observatoriet i Marseille. Han har upptäckt ett flertal kometer och fem småplaneter.

## Asteroider
| 96 Aegle     | 17 februari 1868 |
| 187 Lamberta | 11 april 1878    |
| 193 Ambrosia | 28 februari 1879 |
| 217 Eudora   | 30 augusti 1880  |
| 444 Gyptis   | 31 mars 1899     |

## Kometer
| C/1870 Q1     | 1870             |
| 27P/Crommelin | 23 februari 1818 |
| C/1874 H1     | 17 april 1874    |
| C/1874 Q1     | 1874             |
| C/1877 R1     | 1877             |
| C/1890 O1     | 1890             |